# Everything Must Go (film)
Pour les articles homonymes, voir Everything Must Go.
Pour plus de détails, voir Fiche technique et Distribution.
Everything Must Go est un film américain réalisé par Dan Rush en 2011.

## Synopsis
Quand l'alcoolique Nick Halsey (Ferrell) a une rechute, il perd sa femme et son travail. Dans un effort a tout recommencer sa vie, Halsey décide de faire un vide-greniers sur sa pelouse. Un nouveau voisin pourrait être sa clé pour un retour en grâce.

## Fiche technique
- Réalisation : Dan Rush
- Scénario : Dan Rush, d'après la nouvelle Why Don't You Dance de Raymond Carver
- Musique : David Torn
- Directeur de la photographie : Michael Barrett
- Montage : Sandra Adair
- Distribution des rôles : Joanna Colbert et Richard Mento
- Création des décors : Kara Lindstrom
- Direction artistique : Linda Sena
- Décorateur de plateau : Marcia Calosio
- Pays :  États-Unis
- Langue : anglais
- Format : couleur
- Producteurs : Marty Bowen et Wyck Godfrey
- Coproducteur : Ari Daniel Pinchot
- Producteurs exécutifs : Marc Erlbaum, J. Andrew Greenblatt, D. Scott Lumpkin, Celine Rattray et Jody Simon
- Coproducteurs exécutifs : Jerry et Peter Fruchtman
- Date de sortie en salles :
  -  13 mai 2011

## Distribution
- Will Ferrell : Nick Halsey
- Rebecca Hall : Samantha
- Laura Dern : Delilah
- Stephen Root : Elliot
- Glenn Howerton : Gary
- Michael Peña : Frank Garcia
- Shannon Whirry : Nurse

## Autour du film
- Le film fut présenté en avant première au Festival de Toronto le 10 septembre 2010.